# جکابا
جکابا (به پرتغالی: Jeceaba) یک منطقهٔ مسکونی در برزیل است که در میناز ژرایس واقع شده‌است. جکابا ۴٬۸۵۲ نفر جمعیت دارد.